# 1829
1829 (MDCCCXXIX) byl rok, který dle gregoriánského kalendáře započal čtvrtkem.

## Události
- 10. února – Zemřel papež Lev XII.
- 4. března – Do úřadu nastoupil sedmý americký prezident Andrew Jackson.
- 22. března – Zástupci Ruska, Francie a Británie podepsaly tzv. Londýnský protokol, který ukončil řeckou osvobozeneckou válku.
- 31. března – Novým papežem byl zvolen Pius VIII.
- 24. května – Papež Pius VIII. vydal encykliku Traditi humilitati o svobodných zednářích jako nepřátelích víry.
- 14. září – Rusko a Turecko ukončilo válku Drinopolským mírem.
- 29. září – V Londýně byl založen Scotland Yard.
- říjen – První meziměstská trať v Anglii, mezi Liverpoolem a Manchesterem (projektoval George Stephenson).
- V Evropě vypukla pandemie cholery. V Čechách, na Moravě a rakouském Slezsku na ni v následujících letech zemřely desetitisíce lidí.
- Robert Stephenson uvedl do provozu první prakticky využitelnou parní lokomotivu Rocket.

### Probíhající události
- 1817–1864 – Kavkazská válka
- 1821–1829 – Řecká osvobozenecká válka
- 1828–1829 – Rusko-turecká válka

## Vědy a umění
- Friedriech Holl pojmenoval druh dinosaura Iguanodon anglicum.
- František Ladislav Čelakovský vydal sbírku básní Ohlas písní ruských.

## Narození

### Česko

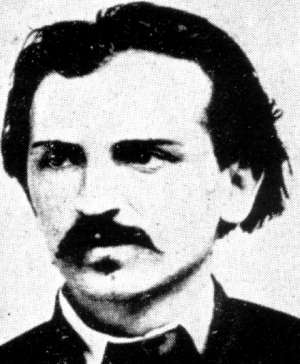
Josef Václav Frič (* 5. září)

- 18. ledna – Emanuel Salomon Friedberg-Mírohorský, spisovatel, překladatel, malíř a dramatik († 10. prosince 1908)
- 29. ledna – František Karel Kolár, herec, režisér a výtvarník († 4. prosince 1895)
- 2. února – Josef Mikuláš Boleslavský, tiskař, knihkupec, nakladatel a dramatik († 21. července 1892)
- 20. února – Antonín Lenz, kněz, kanovník a probošt Vyšehradské kapituly († 2. října 1901)
- 22. února – Eduard Redlhammer, podnikatel a politik († 12. dubna 1916)
- 23. dubna – Vojtěch Mašek, zahradník († 14. listopadu 1902)
- 7. května – Josef Stanislav Práchenský, advokát a politik († 7. května 1893)
- 21. května – František Fridrich, fotograf († 23. března 1892)
- 27. května – Josef Kořínek, klasický filolog († 14. srpna 1892)
- 29. května – Ferdinand Čenský, důstojník, spisovatel a novinář († 30. ledna 1887)
- 1. června – Moritz Raudnitz, advokát a politik německé národnosti († 9. června 1881)
- 4. července – Bohuslav Chotek z Chotkova, šlechtic a diplomat († 11. října 1896)
- 24. června – Jan Kruliš, architekt a stavební podnikatel († 11. prosince 1903)
- 20. července – Adolf Skopec, poslanec Českého zemského sněmu a Říšské rady († 8. listopadu 1896)
- 28. července – Ludvík Vorel, poslanec Českého zemského sněmu, starosta Žebráku († 28. května 1900)
- 3. září – Antonín Gindely, historik († 27. října 1892)
- 5. září – Josef Václav Frič, spisovatel, novinář a politik († 14. října 1890)
- 20. října – František rytíř Stejskal, policejní prezident ve Vídni a v Praze († 25. srpna 1898)
- 26. října – Vojtěch Šafařík, chemik a astronom († 2. července 1902)
- 30. října
  - Karel Roth, advokát a politik († 18. května 1888)
  - Karel Tieftrunk, pedagog, autor učebnic († 2. prosince 1897)
- 11. listopadu – Antonín Vašek, středoškolský profesor, jazykovědec, spisovatel a slezský národní buditel († 12. prosince 1880)
- 20. listopadu – Bohdan Neureutter, dětský lékař († 13. dubna 1899)
- 25. prosince – Emanuel Tonner, pedagog, novinář a politik († 4. dubna 1900)
- ? – Jan Kleissl, poslanec Českého zemského sněmu († 1876)

### Svět

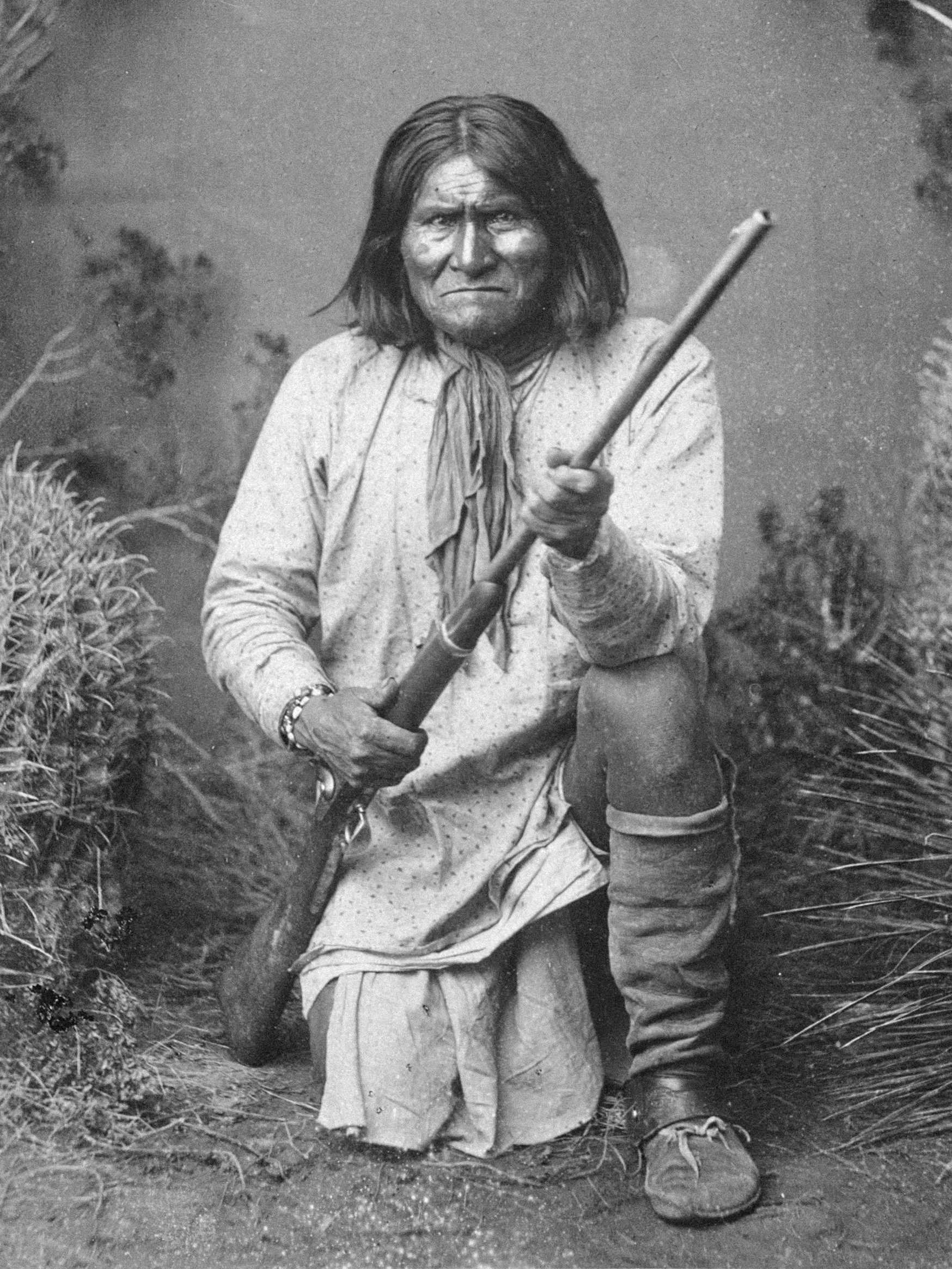
Geronimo (* 16. června)

- 3. ledna – Konrad Duden, německý filolog († 1. srpna 1911)
- 7. ledna – Richard Klemens Metternich, rakouský diplomat († 1. března 1895)
- 12. ledna – Edward Palmer, americký botanik a archeolog († 10. dubna 1911)
- 16. ledna – Włodzimierz Spasowicz, polský literární kritik, novinář a právník († 27. října 1906)
- 21. ledna – Oskar II., švédský a norský král († 8. prosince 1907)
- 27. ledna – Ján Botto, slovenský básník († 28. dubna 1881)
- leden – Theodor Lichtenhein, německý šachový mistr († 19. května 1874)
- 2. února – Alfred Brehm, německý zoolog a spisovatel († 11. listopadu 1884)
- 10. února – Simon Schwendener, švýcarský botanik († 27. května 1919)
- 11. února – Camillo Walzel, rakouský operetní libretista († 17. března 1895)
- 14. února – Jean Dufresne, německý šachový mistr († 13. dubna 1893)
- 20. února – Julius von Falkenhayn, předlitavský politik († 12. ledna 1899)
- 26. února – Levi Strauss, zakladatel společnosti' na výrobu džín († 26. září 1902)
- 10. března – William H. Getchell, americký fotograf († srpen 1910)
- 25. března – Ignacio Zaragoza, mexický politik a vojevůdce († 8. září 1862)
- 10. dubna – William Booth, zakladatel a první generál Armády spásy († 20. srpna 1912)
- 12. dubna – Julius von Horst, rakousko-uherský generál a předlitavský politik († 6. února 1904)
- 19. dubna – Richard Boyle, 9. hrabě z Corku a Orrery, britský politik a šlechtic († 22. června 1904)
- 21. dubna – Maria Anna Sala, italská řeholnice, blahoslavená († 24. listopadu 1891)
- 5. května – J. L. C. Pompe van Meerdervoort, nizozemský lékař zakladatel nemocnice v Nagasaki († 7. října 1908)
- 10. května – Alexander Bassano, anglický dvorní fotograf († 21. října 1913)
- 4. června – Joseph Ascher, nizozemský skladatel († 4. června 1869)
- 6. června – Honinbó Šúsaku, japonský goista zlaté éry go (* 10. srpna 1862)
- 7. června – Nikolaj Fjodorovič Fjodorov, ruský náboženský myslitel a filosof († 28. prosince 1903)
- 8. června – John Everett Millais, anglický malíř († 13. srpna 1896)
- 16. června – Geronimo, apačský náčelník († 17. února 1909)
- 12. července – Edwin Long, anglický malíř († 15. května 1891)
- 14. července – William Downey, anglický portrétní fotograf († 7. července 1915)
- 16. července – Pierre Rossier, švýcarský fotograf († ?)
- 26. července – Auguste Marie François Beernaert, belgický politik, nositel Nobelovy ceny za mír († 6. října 1912)
- 9. srpna – Émile Decombes, francouzský klavírista a hudební pedagog († 5. května 1912)
- 19. srpna – Ján František Pálffy, poslední šlechtický majitel Bojnického zámku († 2. června 1908)
- 26. srpna – Theodor Billroth, německý chirurg († 6. února 1894)
- 5. září – Lester Allan Pelton, americký vynálezce († 14. března 1908)
- 7. září
  - Ferdinand Vandeveer Hayden, americký geolog († 22. prosince 1887)
  - Friedrich August Kekulé, německý organický chemik († 13. července 1887)
- 12. září – Anselm Feuerbach, německý malíř († 4. ledna 1880)
- 21. září – Auguste Toulmouche, francouzský malíř († 16. října 1890)
- 5. října – Chester A. Arthur, prezident Spojených států († 18. listopadu 1886)
- 15. října – Asaph Hall, americký astronom († 22. listopadu 1907)
- 24. října – Szymon Syrski, polský přírodovědec († 13. ledna 1882)
- 11. listopadu – Carleton Watkins, americký krajinářský fotograf († 23. června 1916)
- 27. listopad – Henri de Saussure, švýcarský mineralog a entomolog († 20. února 1905)
- 28. listopadu – Anton Rubinstein, ruský klavírista a skladatel († 20. listopadu 1894)
- 13. prosince – Angelo Quaglio, německý scénický výtvarník († 5. ledna 1890)
- 20. prosince – Pavol Markovič, slovenský spisovatel, a evangelický kněz († 29. října 1902)
- ? – James J. Andrews, hrdina americké občanské války († 7. června 1862)
- ? – Thomas Annan, skotský fotograf († 1887)
- ? – Karl Krall von Krallenberg, předlitavský státní úředník a politik († 1907)
- ? – Nalandil Hanımefendi, čtrnáctá manželka osmanského sultána Abdulmecida I. († 1865)

## Úmrtí

### Česko

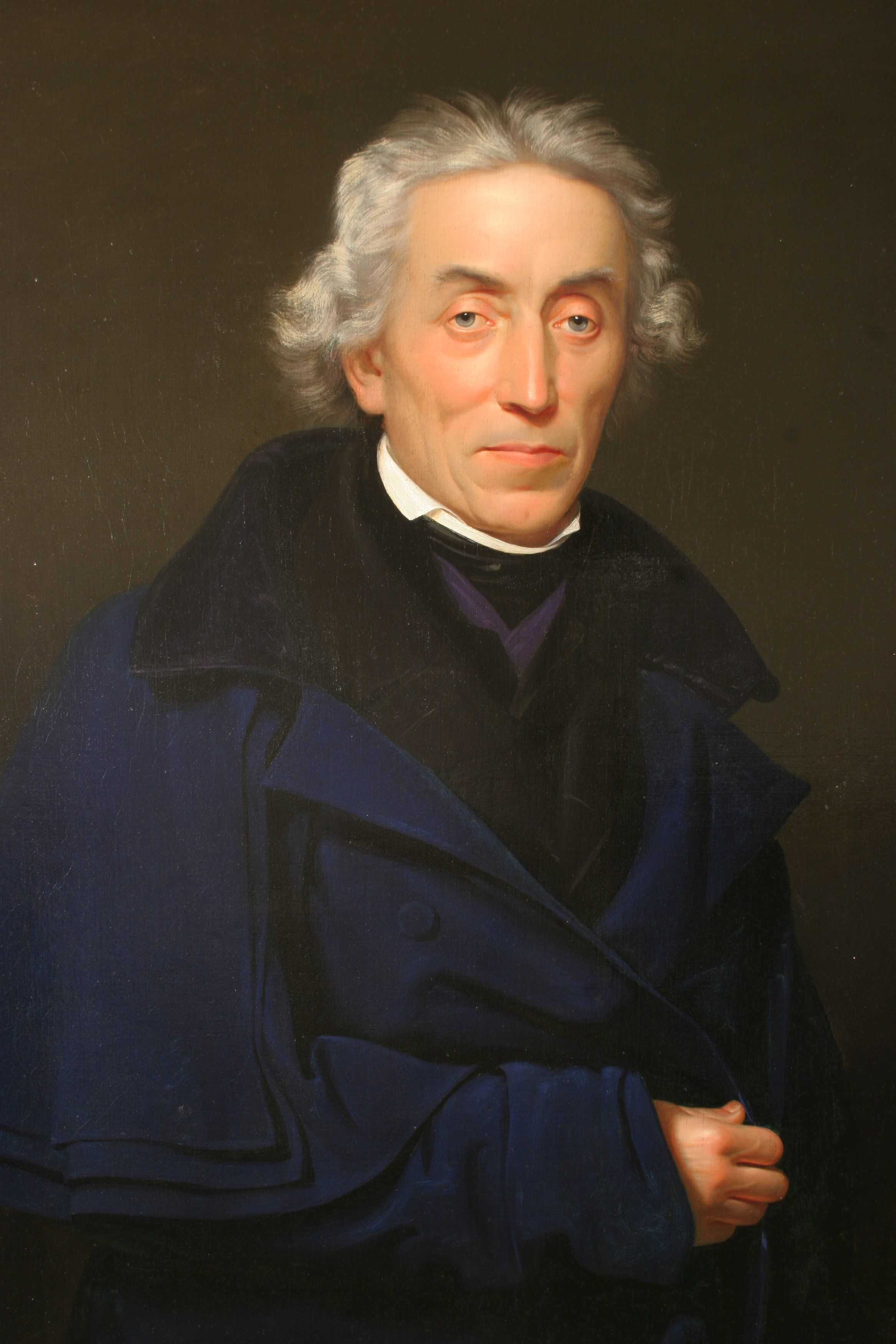
Josef Dobrovský († 6. ledna)

- 6. ledna – Josef Dobrovský, spisovatel a filolog (* 17. srpna 1753)
- 9. ledna – Tomáš Juren, evangelický písmák, kazatel a malíř (* 30. listopadu 1750)
- 18. února – Jan Křtitel Kuchař, varhaník a hudební skladatel (* 5. března 1751)
- 25. června – Josef Bergler, bavorský malíř, ředitel Akademie výtvarných umění v Praze (* 1. května 1753)
- 28. prosince
  - Jan Václav Peter, malíř zvířat (* 9. září 1745)
  - František Mensi, kněz a hudební skladatel (* 28. března 1753)
- ? – Pavel Ferdinand Niering, katolický duchovní a teolog (* 17. listopadu 1746)
- ? – Mordechaj Benet, talmudista a moravský zemský rabín (* 1753)

### Svět
- 11. ledna – Friedrich Schlegel, německý filosof, literární kritik a překladatel (* 10. března 1772)
- 17. ledna – Adam Müller, německý publicista, ekonom a politik (* 30. června 1779)
- 29. ledna
  - Timothy Pickering, americký politik (* 17. července 1745)
  - Paul de Barras, francouzský politik (* 30. června 1755)
- 10. února – Lev XII., papež (* 22. srpna 1760)
- 11. února – Alexandr Sergejevič Gribojedov, ruský diplomat, překladatel a dramatik (* 15. ledna 1795)
- 16. února – François-Joseph Gossec, francouzský houslista, hudební skladatel a pedagog (* 17. ledna 1734)
- 22. února – Adam Albert Neipperg, rakouský šlechtic, generál a státník (* 8. dubna 1775)
- 24. února – Jan Stefani, polský houslista, dirigent a hudební skladatel českého původu (* asi 1746)
- 26. února – Bernard Baron, profesor práv (* 7. srpna 1780)
- 5. března – John Adams, britský námořník a vzbouřenec (* 4. prosince 1767)
- 17. března – Žofie Albertina Švédská, švédská princezna (* 8. října 1753)
- 18. března – Alexandre de Lameth, francouzský voják a politik (* 20. října 1760)
- 6. dubna – Niels Henrik Abel, norský matematik (* 5. srpna 1802)
- 8. května
  - Mauro Giuliani, italský skladatel, kytarista, violoncellista a zpěvák (* 27. července 1781)
  - Charles Abbot, britský právník a politik (* 14. října 1757)
- 10. května – Thomas Young, britský polyhistor (* 13. června 1773)
- 17. května
  - Marie Josefa Saská, španělská královna, třetí manželka Ferdinanda VII. (* 6. prosince 1803)
  - John Jay, americký právník, politik a diplomat (* 12. prosince 1745)
- 21. května – Petr I. Oldenburský, oldenburský regent, později velkovévoda (* 17. ledna 1755)
- 29. května – Humphry Davy, anglický chemik (* 17. prosince 1778)
- 23. července – Wojciech Bogusławski, polský spisovatel, herec a režisér (* 9. července 1757)
- 18. srpna – Marie Františka Benedikta Portugalská, portugalská infantka (* 25. července 1746)
- 12. září
  - Gustave Dugazon, francouzský hudební skladatel (* 1. února 1781)
  - Juan Ignacio Molina, chilský přírodovědec a kněz (* 24. června 1740)
- 28. září – Nikolaj Rajevskij, ruský generál a státník (* 25. září 1771)
- 24. října – Luisa Hesensko-Darmstadtská, první hesenská velkovévodkyně (* 15. února 1761)
- 26. října – John Mawe, anglický mineralog (* 1764)
- 29. října – Maria Anna Mozartová, sestra Wolfganga Amadea Mozarta (* 30. července 1751)
- 28. prosince – Jean-Baptiste Lamarck, francouzský přírodovědec (* 1. srpna 1744)
- 29. prosince – Jindřiška Nasavsko-Weilburská, manželk arcivévody Karla Rakouského (* 30. října 1797)

## Hlavy států
- Francie – Karel X. (1824–1830)

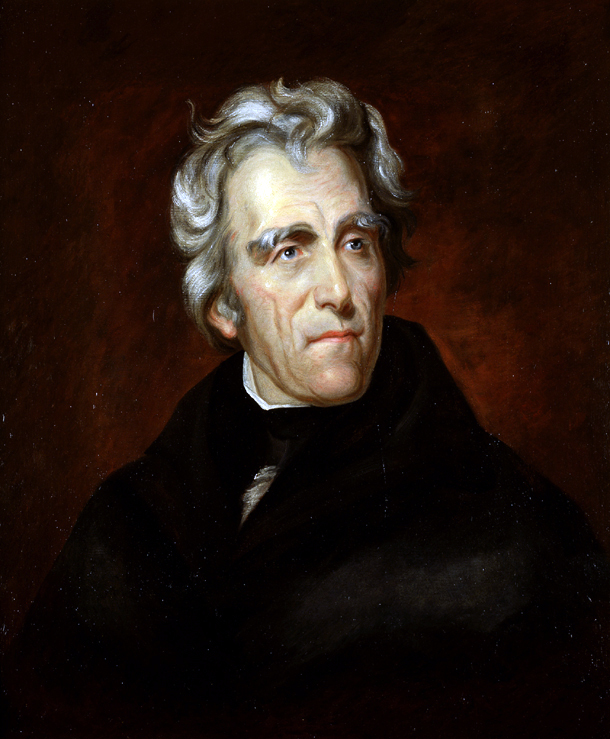
Americkým prezidentem se stal Andrew Jackson

- Království obojí Sicílie – František I. (1825–1830)
- Osmanská říše – Mahmut II. (1808–1839)
- Prusko – Fridrich Vilém III. (1797–1840)
- Rakouské císařství – František I. (1792–1835)
- Rusko – Mikuláš I. (1825–1855)
- Spojené království – Jiří IV. (1820–1830)
- Španělsko – Ferdinand VII. (1813–1833)
- Švédsko – Karel XIV. (1818–1844)
- USA – John Quincy Adams (1825–1829) do 4. března / Andrew Jackson (1829–1837) od 4. března
- Papež – Lev XII. (1823–1829) do 10. února / Pius VIII. (1829–1830)
- Japonsko – Ninkó (1817–1846)
- Lombardsko-benátské království – Rainer Josef Habsbursko-Lotrinský